# Axels Nöjesfält
Axels Tivoli & Nöjesfält (ATN) är Skandinaviens största ambulerande tivoli.  

## Historia
Det grundades 1928 och fick sitt namn av grundaren Axel Andreasson. Andreasson ville inte ta över familjens bondgård i Halmstad, utan drömde istället om att arbeta med marknader och lyckades samla ihop pengar till att köpa en karusell.
Andreassons sonsöner driver företaget vidare uppdelat i två olika bolag; Axels Nöjesfält Mikael Andreasson AB och Axels Tivoli Tony Andreasson AB Nöjesfält. Varje år besöks ett 100-tal marknader och festivaler runt om i hela Norden, men har även filialer som reser runt i resten av världen.
Verksamheten har omkring 150 olika åkattraktioner, både stora karuseller som klassiska virvelvinden, Pariserhjul, radiobilbanor, samt de vanligaste barnkarusellerna som hästkarusell.
Axels tivoli har omskrivits i media för flera olyckstillbud bland besökare som skadats av tivolits utrustning, och har även kritiserats för att utnyttja utländsk arbetskraft och inte följa ingångna kollektivavtal.